# Reprezentacja Hondurasu w piłce nożnej mężczyzn
Reprezentacja Hondurasu w piłce nożnej mężczyzn – drużyna piłkarska reprezentująca Republikę Hondurasu w zawodach międzynarodowych. Za jej funkcjonowanie odpowiedzialna jest Federación de Fútbol de Honduras, organ zarządzający piłką nożną w Hondurasie. W reprezentacji mogą występować wyłącznie zawodnicy posiadający obywatelstwo honduraskie.
Reprezentacja Hondurasu w piłce nożnej pierwszy mecz międzypaństwowy rozegrała 14 września 1921 roku z Gwatemalą. Od roku 1951 należy do CONCACAF i FIFA.
W 1982 roku po raz pierwszy wystąpiła na mistrzostwach świata. Na hiszpańskich boiskach podopieczni José de la Paza Herrery byli o krok od wyjścia z grupy. Po dwóch remisach – 1:1 z Hiszpanią i 1:1 z Irlandią Północną – w decydującym o awansie do drugiej rundy spotkaniu ulegli 0:1 Jugosławii. Ostatecznie pożegnali się z turniejem na ostatnim miejscu w grupie.
Drużyna trzynastokrotnie zakwalifikowała się do rozgrywek o Złoty Puchar CONCACAF. Najlepsze wyniki uzyskała w 1991 roku (drugie miejsce, po przegranej w finale w rzutach karnych ze Stanami Zjednoczonymi) oraz w 2005, 2009, 2011 i 2013 roku (półfinał). Trzykrotnie kończyła ten turniej na ćwierćfinale (2000, 2007, 2017). Pięciokrotnie zaś odpadała po fazie grupowej. 
Honduras bierze również udział w rozgrywkach o Copa Centroamericana. Triumfował w nim czterokrotnie (1993, 1995, 2011, 2017), trzykrotnie zajął drugie miejsce (1991, 2005, 2013), dwukrotnie trzecie (1999, 2009), i czwarte miejsce (1997, 2003). Pozostałe turnieje kończył po fazie grupowej.
W 2001 roku zespół został zaproszony do udziału w Copa América. W swoim pierwszym występie w mistrzostwach Ameryki Południowej zajął trzecie miejsce po zwycięstwie 5:4 w serii rzutów karnych z Urugwajem. Rok wcześniej piłkarze Hondurasu debiutowali na Igrzyskach Olimpijskich. Zajął w nich trzecie miejsce w grupie (Włochy, Nigeria, Australia) i odpadł z dalszych gier
W kwalifikacjach do Mundialu 2006 drużyna, mimo iż jej selekcjonerem był w tym czasie znany Serb Velibor Milutinović, poległa już w drugiej rundzie eliminacji.
W kwalifikacjach do Mundialu 2010 Honduras zaprezentował się bardzo dobrze. Zakwalifikował się do mistrzostw zajmując ostatecznie trzecie miejsce w finałowej grupie eliminacyjnej (Stany Zjednoczone, Meksyk, Kostaryka, Salwador, Trynidad i Tobago). Jednym z czołowych strzelców reprezentacji Hondurasu w tych kwalifikacjach był napastnik GKS Bełchatów Carlos Costly.
Na afrykańskim czempionacie Honduranie grali w grupie H razem z Hiszpanią, Chile i Szwajcarią. Po bezbramkowym remisie ze Szwajcarami i dwóch porażkach (z reprezentacją Chile 0:1 i Hiszpanią 0:2) z jednym punktem na koncie i zerowym dorobkiem bramkowym zajęli ostatnie miejsce w grupie i odpadli z turnieju.
Cztery lata później udało im się też awansować na mundial w Brazylii. Turniej ten również zakończyli na fazie grupowej, przegrywając wszystkie mecze (odpowiednio z Francją i Szwajcarią po 0:3, oraz Ekwadorem 1:2).
Reprezentacja Hondurasu znana jest również z opisywanej przez Ryszarda Kapuścińskiego wojny futbolowej, krótkotrwałego konfliktu zbrojnego między Salwadorem a Hondurasem, którego zarzewiem był wygrany przez drużynę narodową Salwadoru mecz eliminacji do Mundialu 1970.
Reprezentacja Hondurasu zajmuje obecnie (1 czerwca 2017) 6. miejsce w Federacji CONCACAF.

## Udział wMistrzostwach Świata
- 1930 – 1958 – Nie brał udziału
- 1962 – 1974 – Nie zakwalifikował się
- 1978 – Wycofał się w trakcie kwalifikacji
- 1982 – Faza Grupowa
- 1986 – 2006 – Nie zakwalifikował się
- 2010 – Faza Grupowa
- 2014 – Faza Grupowa
- 2018-2022 – Nie zakwalifikował się

|                 | 1930 | 1934 | 1938 | 1950 | 1954 | 1958 | 1962 | 1966 | 1970 | 1974 | 1978 | 1982 | 1986 | 1990 | 1994 | 1998 | 2002 | 2006 | 2010 | 2014 | 2018 | 2022 |
| --------------- | ---- | ---- | ---- | ---- | ---- | ---- | ---- | ---- | ---- | ---- | ---- | ---- | ---- | ---- | ---- | ---- | ---- | ---- | ---- | ---- | ---- | ---- |
| zwycięstwo      |      |      |      |      |      |      |      |      |      |      |      |      |      |      |      |      |      |      |      |      |      |      |
| finał           |      |      |      |      |      |      |      |      |      |      |      |      |      |      |      |      |      |      |      |      |      |      |
| trzecie miejsce |      |      |      |      |      |      |      |      |      |      |      |      |      |      |      |      |      |      |      |      |      |      |
| czwarte miejsce |      |      |      |      |      |      |      |      |      |      |      |      |      |      |      |      |      |      |      |      |      |      |
| ćwierćfinał     |      |      |      |      |      |      |      |      |      |      |      |      |      |      |      |      |      |      |      |      |      |      |
| 1/8 finału      |      |      |      |      |      |      |      |      |      |      |      |      |      |      |      |      |      |      |      |      |      |      |
| faza grupowa    |      |      |      |      |      |      |      |      |      |      |      | •    |      |      |      |      |      |      | •    | •    |      |      |

## Udział wZłotym Pucharze CONCACAF
- 1991 – II Miejsce
- 1993 – Faza Grupowa
- 1996 – Faza Grupowa
- 1998 – Faza Grupowa
- 2000 – Ćwierćfinał
- 2002 – Nie zakwalifikował się
- 2003 – Faza Grupowa
- 2005 – III Miejsce[2]
- 2007 – Ćwierćfinał
- 2009 – III Miejsce[2]
- 2011 – III Miejsce[2]
- 2013 – III Miejsce[2]
- 2015 – Faza Grupowa
- 2017 – Ćwierćfinał
- 2019 – Faza grupowa
- 2021 – Ćwierćfinał

|                 | 1991   | 1993 | 1996 | 1998 | 2000 | 2002 | 2003 | 2005 | 2007 | 2009 | 2011 | 2013 | 2015 | 2017 | 2019 | 2021 |
| --------------- | ------ | ---- | ---- | ---- | ---- | ---- | ---- | ---- | ---- | ---- | ---- | ---- | ---- | ---- | ---- | ---- |
| zwycięstwo      |        |      |      |      |      |      |      |      |      |      |      |      |      |      |      |      |
| finał           | Srebro |      |      |      |      |      |      |      |      |      |      |      |      |      |      |      |
| trzecie miejsce |        |      |      |      |      |      |      | •    |      | •    | •    | •    |      |      |      |      |
| czwarte miejsce |        |      |      |      |      |      |      |      |      |      |      |      |      |      |      |      |
| ćwierćfinał     |        |      |      |      | •    |      |      |      | •    |      |      |      |      | •    |      | •    |
| faza grupowa    |        | •    | •    | •    |      |      | •    |      |      |      |      |      | •    |      | •    |      |

## Udział wCopa Centroamericana
- 1991 – II Miejsce
- 1993 – Mistrzostwo
- 1995 – Mistrzostwo
- 1997 – IV Miejsce
- 1999 – III Miejsce
- 2001 – Faza Grupowa
- 2003 – IV Miejsce
- 2005 – II Miejsce
- 2007 – Faza Grupowa
- 2009 – III Miejsce
- 2011 – Mistrzostwo
- 2013 – II Miejsce
- 2014 – Faza Grupowa
- 2017 – Mistrzostwo

## Rekordziści
| #   | Zawodnik            | Pozycja | Lata      | Występy |
| --- | ------------------- | ------- | --------- | ------- |
| 1.  | Amado Guevara       | PO      | 1994–2010 | 138     |
| 2.  | Maynor Figueroa     | OB      | 2003–     | 136     |
| 3.  | Noel Valladares     | BR      | 2000–2016 | 135     |
| 4.  | Boniek García       | PO      | 2005–     | 118     |
| 5.  | Carlos Pavón        | NA      | 1993–2010 | 101     |
| 6.  | Wilson Palacios     | PO      | 2003–2014 | 97      |
| 7.  | Emilio Izaguirre    | OB      | 2007–     | 89      |
| 8.  | Víctor Bernárdez    | OB      | 2004–2014 | 86      |
| 8.  | Milton Núñez        | NA      | 1994–2008 | 86      |
| 8.  | Danilo Turcios      | PO      | 1999–2010 | 86      |
| 11. | Julio César de León | PO      | 1999–2011 | 83      |
| 11. | Iván Guerrero       | OB      | 1999–2010 | 83      |
| 13. | Jorge Claros        | PO      | 2006–     | 75      |
| 13. | Carlo Costly        | NA      | 2007–2016 | 75      |
| 15. | Samuel Caballero    | OB      | 1998–2008 | 71      |

| #   | Zawodnik              | Pozycja | Lata      | Gole |
| --- | --------------------- | ------- | --------- | ---- |
| 1.  | Carlos Pavón          | NA      | 1993–2010 | 57   |
| 2.  | Wilmer Velásquez      | NA      | 1991–2007 | 35   |
| 3.  | Milton Núñez          | NA      | 1994–2008 | 34   |
| 4.  | Carlo Costly          | NA      | 2007–2016 | 32   |
| 5.  | Nicolás Suazo         | NA      | 1991–1998 | 27   |
| 5.  | Amado Guevara         | PO      | 1994–2010 | 27   |
| 7.  | Jerry Bengtson        | NA      | 2010–2015 | 21   |
| 8.  | Eduardo Bennett       | NA      | 1991–2000 | 17   |
| 8.  | David Suazo           | NA      | 1998–2012 | 17   |
| 10. | Saúl Martínez         | NA      | 2001–2009 | 16   |
| 11. | César Obando          | PO      | 1991–2002 | 15   |
| 12. | José Roberto Figueroa | NA      | 1980–1985 | 14   |
| 12. | Julio César de León   | PO      | 1999–2011 | 14   |
| 14. | Jairo Martínez        | NA      | 1999–2008 | 13   |
| 15. | Walter Martínez       | NA      | 2002–2011 | 12   |